# Абаза, Алексей Михайлович
Алексе́й Миха́йлович Абаза́ (1853—1915 или 3 февраля 1917) — русский адмирал, политический деятель.

## Происхождение
Родился 30 апреля 1853 года в семье дворянского рода молдавского происхождения. Его отец — Михаил Агеевич Абаза (1825—1859) — был родным братом автора музыки романса на стихи И. С. Тургенева «Утро туманное» Эраста Агеевича Абазы и министра финансов Российской империи Алексадра Агеевича Абазы; убит на дуэли близ села Мельниковки (Черкасский уезд, Киевская губерния) князем Кудашевым. Мать — Александра Алексеевна, урождённая Золотарёва (с 1866 года вторично замужем за графом Львом Алексеевичем Бобринским).

## Морская служба
Образование получил в Морском кадетском корпусе.
1873 — юнкер Балтийского флота с 1 мая. Совершил учебный поход в Финском заливе на фрегате «Севастополь».
1873—1874 — участвовал в средиземноморском походе на фрегате «Князь Пожарский».
1874—1879 — совершил кругосветное плавание на корвете «Баян».
1875 — 5 декабря произведён в гардемарины.
1876 — с 11 сентября мичман. Награждён в Японии орденом Восходящего солнца. Флаг-офицер начальника отряда судов Тихого океана А. В. Асланбегова. В плаваниях на кораблях: крейсере «крейсере Азия», фрегате «Минин», клипере «Наездник», фрегате «Князь Пожарский».
1881 — с 1 января — лейтенант.
1882 — награждён орденом Святого Станислава 3-й степени. Служил на крейсере «Африка».
1883 — в походе на клипере «Соболь» в Татарском проливе и за границей.
1885 — служил на полуброненосном фрегате «Дмитрий Донской» и яхте «Стрельна».
1886 — убыл в Германию (Эльбинг) для организации проводки речными путями в Чёрное море трёх миноносцев. Командировался морским ведомством для сопровождения главноуправляющего (адмирала И. А. Шестакова) в поездке по портам Восточной Сибири. Возвратился с Дальнего Востока на пароходе Доброфлота «Москва», завершив кругосветное путешествие. Заведовал паровыми катерами «Прибой» и «Светлана».
1887 — в кампании на Балтике на кораблях: яхта «Стрельна», миноноска № 139, крейсер «Азия», фрегат «Генерал-адмирал».
1888 — служил на яхте «Стрельна».
1889 — адъютант в свите генерал-адмирала великого князя Алексея Александровича, посетил Черноморский флот, совершил выходы в море на пароходе «Эриклик» и эскадренном броненосце «Екатерина Вторая».
1890 — присвоено звание капитана 2-го ранга.
1892—1894 — старший офицер корвета «Витязь», командир крейсера «Азия».
1895 — капитан 1-го ранга со 2 апреля. Направлен во Францию для наблюдения за постройкой крейсера «Светлана» и командовал им по 1899 год. Назначен командиром Гвардейского флотского экипажа. В 1899 году награжден орденом Св. Владимира III степени.
1901 — с 1 апреля — контр-адмирал.

## Государственная деятельность
1902 — назначен контр-адмиралом в свиту Его Императорского Величества 6 мая 1902 года. С 10 ноября — помощник начальника министерства торгового мореплавания и портов. Командует учебным отрядом Морского кадетского корпуса.
1903 — с 20 января исполняющий обязанности заместителя начальника Министерства. С 10 октября назначен управляющим Особым комитетом по делам Дальнего Востока. Пользовался правом личного доклада Императору Николаю II. Наряду со своим двоюродным братом, статс-секретарём А. М. Безобразовым, имел большое влияние на дипломатическую работу с Японией, фактически оттеснив МИД. Так называемая «безобразовская клика», уверенная в слабости Японии, вела переговоры с позиции силы, что в результате способствовало развязыванию войны. При этом записка, представленная Абазой Николаю II в марте 1903, по словам С. Ю. Витте, фактически решила вопрос о начале войны. Впоследствии, после поражения России, А. М. Абаза составил другую записку, оправдывающую поведение группы А. М. Безобразова.
1904 — осенью «инкогнито» направлен в Западную Европу для организации закупки через третьих лиц семи южноамериканских крейсеров («Гарибальди», «Генерал Сан-Мартин», «Пуэйредон», «Генерал Бельграно» — в Аргентине и «О’Хиггинс», «Эсмеральда», «Чакабуко» в Чили) для ведения военных действий против Японии. Миссия закончилась провалом. 6 декабря 1904 года награжден орденом Св. Станислава I степени.
1905 — 13 июня отчислен от должности управляющего делами «Особого комитета по Дальнему Востоку» за упразднением последнего, с оставлением в свите Императора и в Гвардейском экипаже, после чего влияние А. М. Абазы на государственные дела сошло на нет.
В. И. Гурко, современник А. М. Абазы, так характеризует его: 
Будучи моряком по роду службы, попал нечаянно в руководители внешней политики России, и смело брал на себя разрешение крайне сложных и щекотливых международных вопросов, без малейшей к тому подготовки, опираясь лишь на возможность непосредственных сношений с Царским Селом…

## Семья
Жена (с 7 января 1887 года) — потомственная дворянка Наталия Фёдоровна, урождённая Васильчикова (? — после 1930, Франция). Их дети:
- Александр (03.12.1887 — ?.09.1943, Бордо, Франция) — капитан 2-го ранга;
- Владимир (16.10.1895 — 1943);
- Лев (18.06.1897 — 1946);
- Елизавета (1892—1941, Саратов);
- Елена (04.06.1894 — 13.11.1966, США);
- Андрей (17.03.1903—1941, Севвостлаг[3]).